# Perdigons de plata
Perdigons de plata és una peça teatral (joguina) en un acte, original d'Ignasi Iglésias, estrenada al teatre Romea, la nit del 8 de novembre de 1919.
L'acció, en l'època actual de l'estrena (1919), té lloc en un indret molt pintoresc d'estiueig.

## Repartiment de l'estrena
- Beneta: Pepeta Fornés
- Senyor Riera: Domènec Aymerich
- Senyor Piqué: Evarist Pallach
- Salvador: Antoni Martí
- Director escènic: Enric Giménez